# World Series 1921
Le World Series 1921 sono state la 18ª edizione della serie di finale della Major League Baseball al meglio delle nove partite tra i campioni della National League (NL) 1921, i New York Giants e quelli della American League (AL), i New York Yankees. A vincere il loro secondo titolo furono i Giants per cinque gare a tre.
Questa edizione delle World Series fu una pubblicizzata sfida tra due rivali cittadine dagli stili di gioco in antitesi: i Giants praticavano il gioco interno tipico della cosiddetta "dead-ball era" mentre gli Yankees privilegiavano un gioco di potenza, esemplificato da Babe Ruth, che veniva da quella che fu una delle migliori stagioni a livello statistico della carriera. Questa fu la prima qualificazione alle World Series degli Yankees, che avrebbero stabilito un record di 40 apparizioni. Questa serie si chiuse con un finale controverso su un doppio gioco che vide un errore dei corridori sulle basi. 

## Sommario
I New York Giants hanno vinto la serie, 5-3.

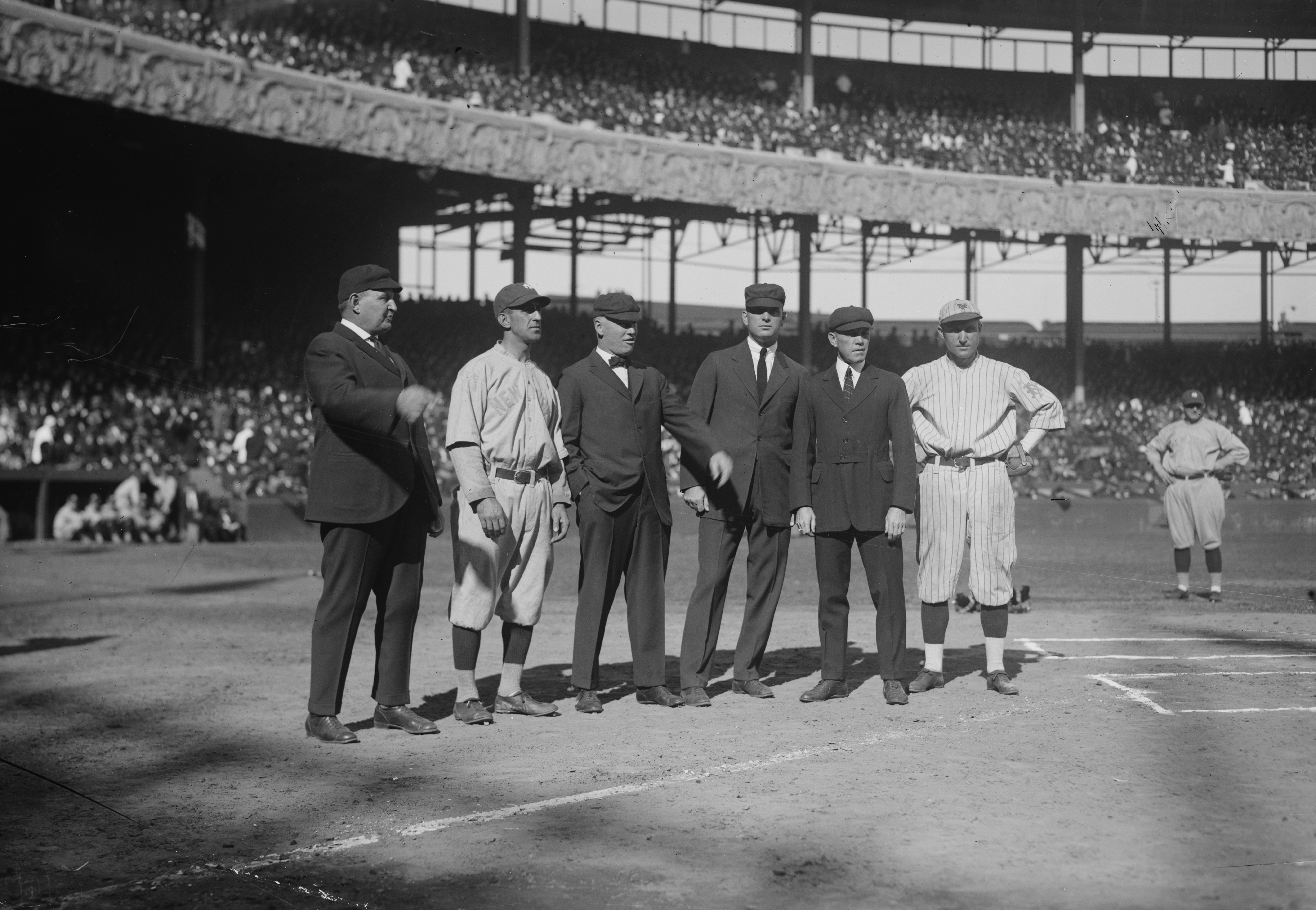
Il giocatore degli Yankees Roger Peckinpaugh, quello dei Giants Dave Bancroft e gli arbitri al Polo Grounds

| Gara | Data       | Punteggio                                  | Stadio       | Tempo | Pubblico |
| ---- | ---------- | ------------------------------------------ | ------------ | ----- | -------- |
| 1    | 5 ottobre  | New York Yankees – 3, New York Giants – 0  | Polo Grounds | 1:38  | 30.203   |
| 2    | 6 ottobre  | New York Giants – 0, New York Yankees – 3  | Polo Grounds | 1:55  | 34.939   |
| 3    | 7 ottobre  | New York Yankees – 5, New York Giants – 13 | Polo Grounds | 2:40  | 36.509   |
| 4    | 9 ottobre  | New York Giants – 4, New York Yankees – 2  | Polo Grounds | 1:38  | 36.372   |
| 5    | 10 ottobre | New York Yankees – 3, New York Giants – 1  | Polo Grounds | 1:52  | 35.758   |
| 6    | 11 ottobre | New York Giants – 8, New York Yankees – 5  | Polo Grounds | 2:31  | 34.283   |
| 7    | 12 ottobre | New York Yankees – 1, New York Giants – 2  | Polo Grounds | 1:40  | 36.503   |
| 8    | 13 ottobre | New York Giants – 1, New York Yankees – 0  | Polo Grounds | 1:57  | 25.410   |

## Hall of Famer coinvolti
- Giants: John McGraw (man.), Dave Bancroft, Jesse Burkett (all.), Frankie Frisch, George Kelly, Ross Youngs
- Yankees: Miller Huggins (man.), Frank Baker, Babe Ruth